# 第二代葛拉夫頓公爵查爾斯·斐茲洛伊
查爾斯·斐茲洛伊（英語：Charles FitzRoy，1683年10月25日—1757年5月6日），第二代葛拉夫頓公爵，1720年至1724年擔任愛爾蘭總督。

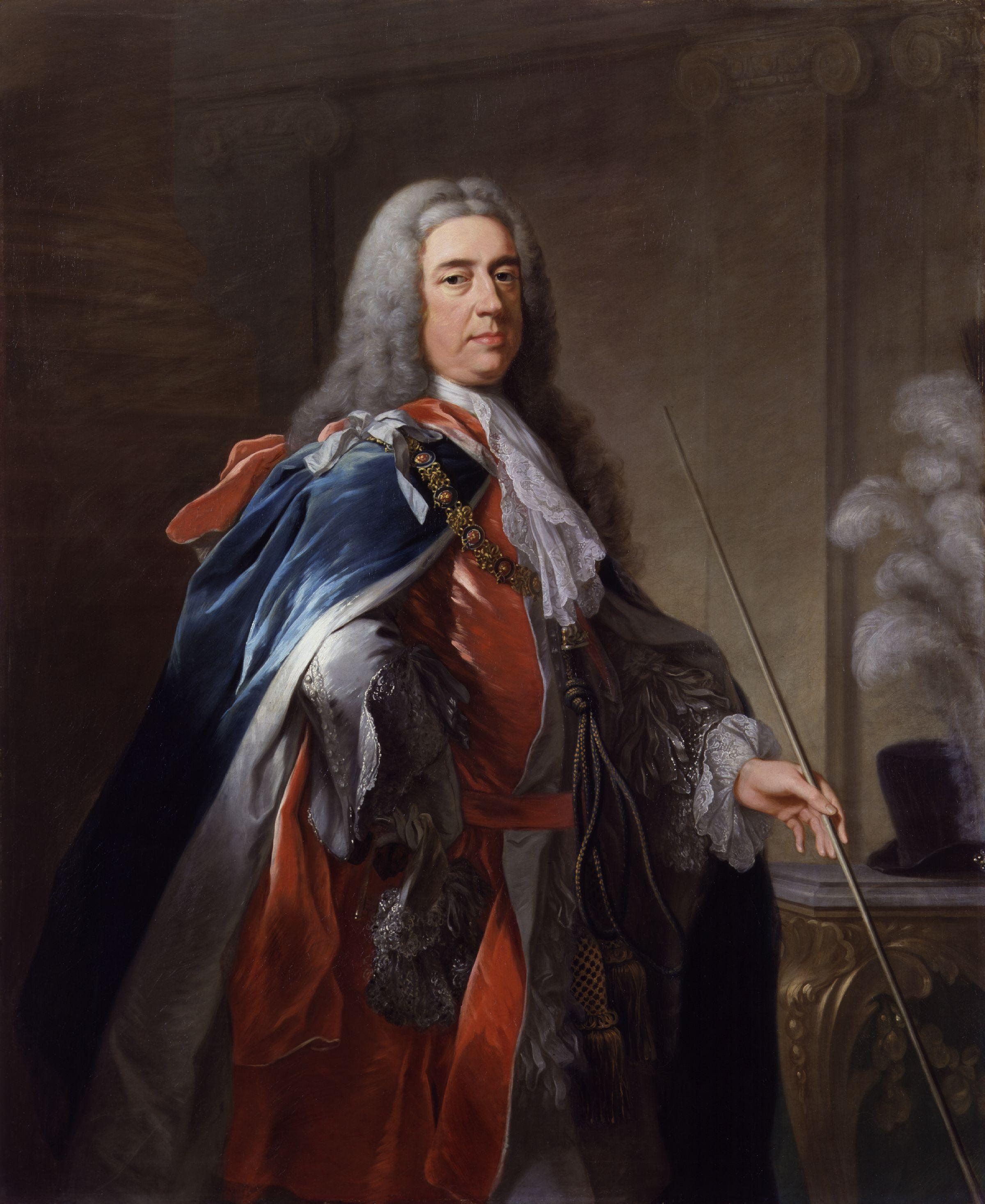

## 生平
1690年，查爾斯繼承了他父親亨利·斐茲洛伊的頭銜，成為葛拉夫頓公爵。
他於1721年成為英國樞密院顧問，同年成為嘉德騎士團成員。
1739年，他與貝福德公爵等人一起支持創立倫敦最著名的慈善機構之一：方德林醫院。

## 家庭
1713年，查爾斯與亨麗埃塔·索默塞特（Henrietta Somerset）結婚，兩人共有2子2女：
1. 喬治（英语：George FitzRoy, Earl of Euston）（1715年—1747年）
2. 奧古斯都（英语：Lord Augustus FitzRoy）（1716年—1741年），首相奧古斯都·菲茨羅伊的父親
3. 卡羅琳（英语：Caroline Stanhope, Countess of Harrington）（1722年—1784年）
4. 伊莎貝拉（英语：Isabella Seymour-Conway, Countess of Hertford）（1726年—1782年），哈特福伯爵夫人